# Стефан Сугарев
Стефан Тодоров Сугарев е известен български музикант, виолист и педагог, професор.

## Биография
Роден е на 25 април 1907 г. в Самоков, където семейството му временно се установява. Син е на кюстендилския учител Тодор Христов Сугарев (1 януари 1870 – 22.10.1927). Негови братя са Здравко Сугарев и Делчо Сугарев.
Начално и средно образование получава в Кюстендил. Като ученик (заедно с братята си Делчо и Здравко) свири в симфоничния оркестър на гимназията под диригентството на Иван Халачев. Учи цигулка, пиано, свири в квартет. През 1926 г. записва история в Сорбоната в Париж, като същевременно учи цигулка при Кено в школата Канториум.
През 1930 г. се завръща в България и завършва Държавната музикална академия в София (1933) като ученик по цигулка на Саша Попов. Заедно със свои колеги и самостоятелно изнася редица концерти. През 1934 – 37 г. е виолист в оркестъра на Софийската народна опера, а от 1938 до 1946 г. е солист виолист в Царския военен симфоничен оркестър, който от 1945 г. се преименува в Държавен симфоничен оркестър.
Доцент (от 1947 г.) и професор (от 1950 г.) по виола и камерна музика и завеждащ катедрата (от 1955 г.) по виола, виолончело и контрабас в БДК.
Концертира от 1934 г. Постоянен сътрудник на Радио София и редовен солист на симфоничните оркестри в страната. С концертната си дейност изтъква възможностите на виолата и я въвежда като солиращ инструмент в България.